# Majwaneng
Majwaneng è un villaggio del Botswana situato nel distretto Centrale, sottodistretto di Serowe Palapye. Il villaggio, secondo il censimento del 2011, conta 1.903 abitanti.

## Località
Nel territorio del villaggio sono presenti le seguenti 9 località:
- Bapeding,
- Bolelantokwe di 3 abitanti,
- Boratapula di 71 abitanti,
- Maipafela/Serulatsane di 2 abitanti,
- Majwaneng Vet Camp di 3 abitanti,
- Mmamolelekwa,
- Rakeswela di 11 abitanti,
- Rammai Vet Gate,
- Sekgarapane di 34 abitanti